# Православное кладбище (Радом)
 Памятник культуры: регистрационный номер 362/A/87 от 27 ноября 1987 года.
Православное кладбище (пол. Cmentarz prawosławny) — некрополь, находящийся в городе Радом, Мазовецкое воеводство, Польша. Кладбище располагается на улице Варшавской, 15. Кладбище принадлежит приходу православной церкви святого Николая Чудотворца, которая располагается на территории некрополя. Некрополь был основан в 1839 году.
27 ноября 1987 года некрополь был внесён в реестр памятников культуры Мазовецкого воеводства (№ 362/А/87).